# Piero Orlandini
Piero Orlandini, all'anagrafe Pietro, (Roma, 24 ottobre 1923 – Milano, 20 aprile 2010), è stato un archeologo italiano.

## Biografia
Nato da una famiglia di origini parmensi, si laureò in lettere classiche a Roma. Nel 1952 giunse a Gela, in Sicilia, dopo aver conseguito il diploma di specializzazione in archeologia. Qui per diversi anni si dedicò alle ricerche, storiche ed archeologiche, che portarono alla scoperta di numerosissimi siti e all'approfondimento nelle conoscenze riguardanti la topografia e la vita dell'antica colonia greca. Gli studi furono portati avanti a Gela e in tutta la Sicilia centro-meridionale in collaborazione con altri due grandi archeologi dell'epoca, Dinu Adameșteanu e Pietro Griffo.

Un grande risultato fu l'inaugurazione, nel 1958, del Museo archeologico regionale di Gela che pose fine alla secolare opera di ricerca clandestina nel territorio.
Diventò in seguito soprintendente archeologico dell'agrigentino e ispettore centrale del ministero a Roma.
Si trasferì definitivamente a Milano nel 1972, nominato professore ordinario di archeologia e storia dell'arte greca e romana alla università statale.
Dal 1974 iniziò a scavare il sito dell'Incoronata, nell'entroterra di Metaponto, in Basilicata e ne diresse lo scavo fino al 1995.
È stato insignito delle medaglie d'oro del ministero dell'Università e della ricerca scientifica nel 1984, e del ministero per i Beni culturali nel 1990.
È morto a Milano all'età di 87 anni il 20 aprile del 2010. L'annuncio della scomparsa è stato dato dall'Accademia Nazionale dei Lincei, di cui era socio dal 1970.